# Битка при Лунд
Битката при Лунд се състои на 4 декември 1676 г. в хода на Сконската война (1675 – 1679). От едната страна воюват 15 000 датчани с 56 оръдия, начело с краля Кристиан V, а от другата – 9000 шведи с 8 оръдия, командвани от Карл XI. Тя е решителното сражение в тази война.

## Военната ситуация към 1676 г.
В средата на 1676 г. Швеция е нападната от Дания, Бранденбург и други германски държавици, подкрепяни от Холандия. Докато холандците воюват само по море, а германците – срещу шведските крепости в Германия, датчаните се стремят да си върнат изгубената област Скания в южната част на днешна Швеция. Тя е населена предимно с верни на датската корона селяни, които с готовност подкрепят датските войски при нахлуването им. Това спомага Кристиан V да овладее областта за около два месеца. Едва в края на годината шведският крал успява да се организира и да се насочи против него. Карл XI знае, че не може да разчита нито на броя на хората си, нито на тактическо превъзходство. Той обаче е по-бърз и се стреми към неочаквано нападение на датския лагер.

## Ход на битката
На 4 декември сутринта шведите преминават тайно река Кьовлинге и до 8 часа достигат портите на град Лунд. Заемат близкия хълм без все още да са усетени от датчаните, повечето от които, според официалния доклад, са били пияни и без часови. Когато шведите атакуват, датчаните вече са започнали да се организират и оказват ожесточен отпор, но не успяват да спрат устрема на противниците си. Част от тях начело с краля се изтеглят на северозапад през река Кьовлинге, където част от войниците и конете се удавят в ледените води. Карл XI лично води атаката на едното от крилата си и дори изгубва коня си, убит в боя. Интересен факт е, че оттогава той използва коня Брилянт, подарен му от френския крал Луи XIV по повод коронацията. Брилянт служи не само до смъртта на краля, но и през почти цялото управление на сина му, не безизвестния герой Карл XII и умира на 43-годишна възраст през 1716 г.
В 11,30 часа шведите завземат датския лагер и се спират, колебаейки се дали да продължат преследването. В същото време останали датски сили продължават да се съпротивляват в града. Карл извиква конницата си обратно, за да помогне за тяхното унищожаване. Привечер датската съпротива е сломена и завършва с масово клане. Тогава останалите едва 4000 шведи могат да се поздравят с победата.

## Резултати
Това е една от най-кръвопролитните битки в европейската история. Не само шведите изгубват повече от половината си войници, но и датчаните, от които се спасяват само 6000 души. Над 55% от участниците в това сражение са убити или умират скоро след това от раните си. В това отношение то е задминато чак през Първата световна война.
Битката при Лунд води до изгонването на датчаните от Скания и до спасяването на Швеция, но не може да повлияе на събитията в Германия, където само благодарение на Луи XIV шведските владения са запазени.